# Reichenbachia inopia
Reichenbachia inopia är en skalbaggsart som först beskrevs av Thomas Casey 1884.  Reichenbachia inopia ingår i släktet Reichenbachia och familjen kortvingar. Inga underarter finns listade i Catalogue of Life.